# Guitar Hero II
Guitar Hero II és un videojoc musical desenvolupat per Harmonix, publicat per Activision i distribuït per RedOctane. Es tracta del segon títol de la saga Guitar Hero i per tant, la seqüela del Guitar Hero. Es va estrenar en la Playstation 2 el novembre de 2006 i per la Xbox 360 l'abril de 2007 amb contingut addicional.
Com el seu predecessor, el jugador utilitza un dispositiu que reprodueix una guitarra per simular que s'està tocant la guitarra realment. La jugabilitat era la mateixa però es van afegir més modes de joc i material addicional. Aquesta versió contenia 40 cançons populars amb llicència i moltes reedicions especials pel joc que van des dels anys 60 fins a l'actualitat.
La versió per PlayStation 2 es podia comprar individualment o amb un pack que inclou un controlador que reprodueix una Gibson SG de color vermell cirera i la versió per Xbox 360 només s'oferia amb el controlador en forma de Gibson X-Plorer. Això es deu al fet que el Guitar Hero original ja contenia una guitarra i només estava disponible per la PlayStation 2. Ambdós controladors eren amb cable però RedOctane també venia un controlador sense fils per la PlayStation 2.
Des del seu llançament, el Guitar Hero II va rebre molt bones crítiques i va tenir molt èxit comercial, fet que va ajudar que la saga esdevingués un fenomen cultural. En acabar l'any 2007, ja s'havien venut més de tres milions de còpies. Aquest èxit va comportar que ràpidament sortís una expansió només per la PlayStation 2 (Guitar Hero Encore: Rocks the 80s) i es comencés a preparar una nova seqüela. A causa del fet que Harmonix va ser comprada per MTV Networks i RecOctane per Activision, Harmonix va perdre els drets sobre la saga i va dedicar els seus esforços en generar-ne una de nova per fer la competència (Rock Band), i així, Neversoft, empresa subsidiària de Activision, es va encarregar del desenvolupament de la saga Guitar Hero.

## Desenvolupament
El sobtat èxit que va tenir el Guitar Hero original, ràpidament es va pensar en una seqüela. El principal objectiu d'aquesta versió era intentar aconseguir els drets de les cançons de grans grups per introduir gravacions originals al joc. El problema és que això comportava un gran cost per la compra de drets afegit a la manca d'entesa amb les discogràfiques. Per això, els desenvolupadors del joc van intentar convèncer els grans grups de música rock que no volien parodiar la seva música sinó que la gent la pogués conèixer i la tornés a escoltar d'una forma diferent a la que havia experimentat abans.
La versió per PlayStation 2 es va anunciar originalment a l'abril del 2006. Es va llançar una versió de demostració a la revista Official PlayStation Magazine a l'octubre de 2006. Aquesta demo incloïa quatre cançons en els quatre nivells de dificultat i es podia jugar en els modes individual i cooperatiu. Finalment va sortir a la venda un mes després, de forma individual i amb un pack que incloïa un controlador en forma de Gibson SG de color vermell cirera.

### Versió Xbox 360
Quan Activision va adquirir RedOctane l'any 2006, l'empresa va expressar el seu interés a incrementar l'èxit de la saga. Així poc abans de sortir la versió per la PlayStation 2, es va anunciar la versió per la Xbox 360 en la X06 de Microsoft. Finalment, aquesta versió va sortir a la venda a l'abril del 2007 amb un pack que incloïa un controlador en forma de Gibson X-Plorer amb un preu superior a la versió per PlayStation 2 i deu cançons exclusives. Aprofitant la facilitat que ofereix aquesta consola per descarregar nous continguts, es pot adquirir material addicional mitjançant la Xbox Live Marketplace.

## Jugabilitat

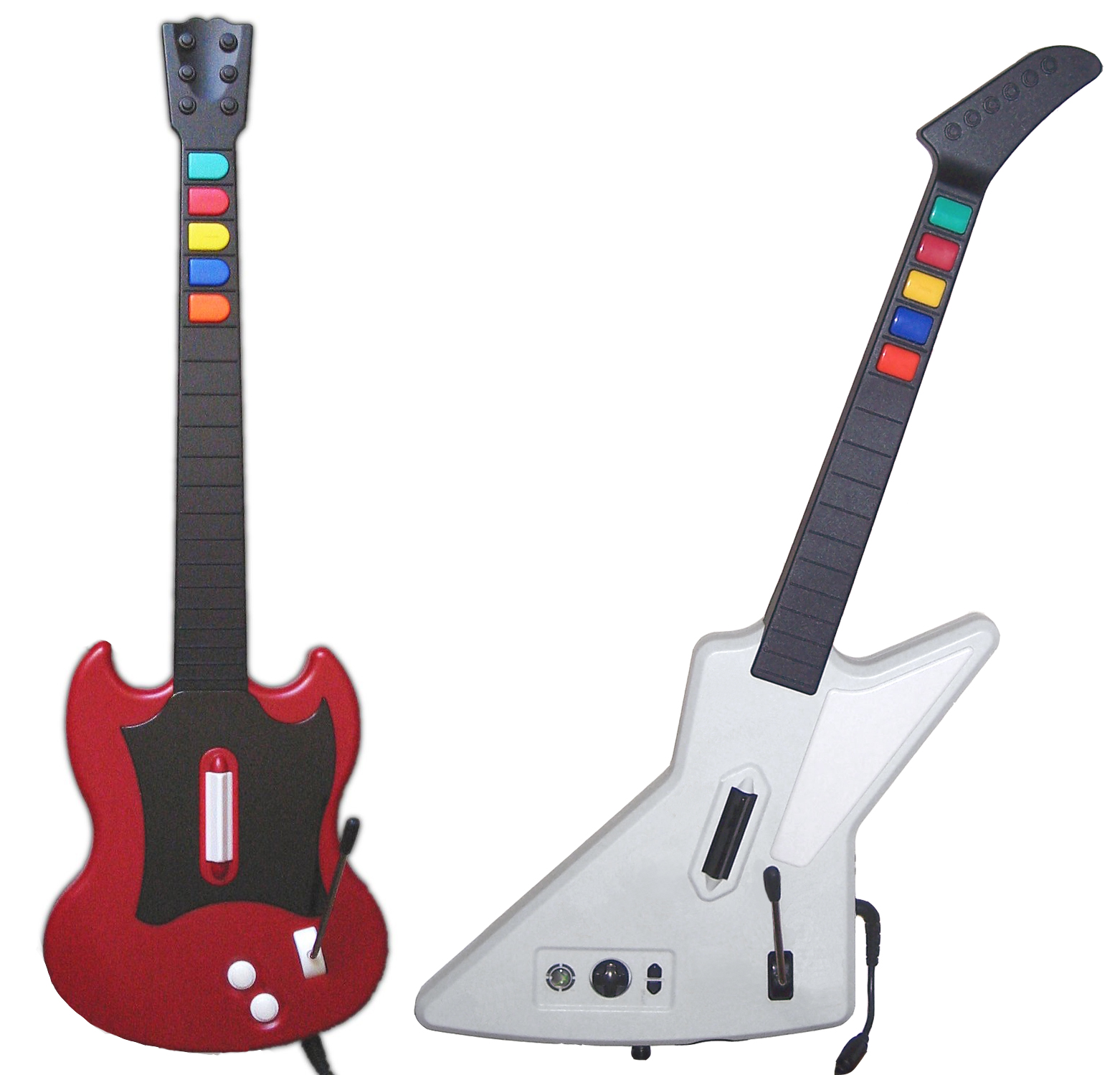
Controladors en forma de guitarra inclosos en el joc: Gibson SG vermell cirera (PS2) i Gibson X-Plorer blanc (Xbox 360)

El sistema de joc és el mateix que el seu predecessor, és a dir, el jugador ha d'utilitzar el controlador en forma de guitarra hi ha de prémer els botons de trast i la barra de "rascar" de la guitarra de manera que coincideixin amb les notes que apareixen per pantalla. També es poden utilitzar el controladors convencionals de les consoles com a alternativa.
Les novetat més importants recauen en l'ampliació dels modes multijugadors i l'addició d'un mode de pràctica, la resta de canvis corresponen a millores de les funcionalitats anteriors. Per exemple, s'han millorat les funcionalitats de hammer-ons i pull-offs o també s'han afegit acords de tres notes i estadístiques addicionals per quan es completa una cançó. Pel que fa a la versió de Xbox 360, també s'ha introduït la possibilitat de comparar les puntuacions amb altres jugadors mitjançant Xbox Live.

### Mode carrera
Aquest mode de joc segueix la mateix filosofia que el del Guitar Hero original, de manera que ha d'anar superant els diferents escenaris tocant entre tres o cinc cançons segons el nivell de dificultat i l'escenari. Un cop completat un escenari, es desbloqueja el següent i es van guanyant més diners per poder comprar material addicional a la botiga virtual del joc. Una nova particularitat és que cada escenari té una cançó de bonificació que es desbloqueja quan s'ha completat. En aquesta versió s'han canviat els escenaris i s'ha ampliat el nombre a vuit (dos més): Nilbog High School, The Rat Cellar Pub, The Blackout Bar, The RedOctane Club, The Rock City Theater, The Vans Warped Tour, Harmonix Arena i Stonehenge. Aquests inclouen il·luminació i pirotècnia sincronitzats amb la música.

### Multijugador
La principal novetat del Guitar Hero II és l'ampliació del mode multijugador amb dues possibilitats més. Mentre l'anterior només permetia enfrontar dos jugadors en una mateixa cançó, en aquesta hi ha la possibilitat d'enfrontar-se tocant seccions diferent d'una cançó i la possibilitat de tocar junts. Així doncs, els tres modes s'han batejat amb el següent nom:
- Cooperatiu. Un dels jugadors s'encarrega de la guitarra principal i l'altre del baix o de la guitarra rítmica segons la cançó. Ambdós jugadors comparteixen la puntuació, el "Rock Meter", el "Star Power Meter" i el multiplicador. Aquest mode es juga igual que el mode carrera individual però la quantitat d'escenaris a superar és més reduïda. Els jugadors també poden ser eliminats si toquen malament la cançó de la mateixa forma que en el mode individual, i per activar la potència estel·lar cal que ho facin ambdós jugadors alhora.

- Duel (o Face-Off). Es tracta del mateix mode multijugador que oferia la primera versió del Guitar Hero. Cada jugador pot escollir un nivell de dificultat independent i es van alternant les seccions de tocar la guitarra de manera que no toquen el mateix.

- Duel Pro (o Pro Face-Off). Ambdós jugadors tenen el mateix nivell de dificultat i són guitarres principals del grup. La puntuació segueix el mateix sistema que en el mode individual.

Tanmateix, la funcionalitat de multijador en xarxa no està disponible en la versió per Xbox 360 per problemes tècnics tot i que RedOctane va assegurar que aquesta possibilitat inicialment.

### Mode pràctica
Aquest mode s'ha creat perquè els jugadors puguin practicar determinades seccions d'una cançó amb diferents nivells de dificultat i la cançó no s'atura encara que es toqui molt malament. També permet escollir la velocitat de les notes entre quatre possibilitats i escollir el baix o guitarra rítmica en les cançons que està disponible.

## Banda sonora
Ambdues versions del Guitar Hero II, tant la de PlayStation 2 com la de Xbox 360, contenen el mateix nucli de 64 cançons disponibles (40 amb llicència i 24 de bonificació), però amb la diferència que la Xbox 360 conté de 10 cançons més exclusives. A més, aquesta consola disposa de cançons addicionals que es poden descarregar previ pagament mitjançant la plataforma Xbox Live Marketplace. Per altra banda, també s'ha reorganitzat l'ordre de les cançons perquè sigui més equilibrada la progressió en dificultat.
La majoria de cançons de la llista principal són versions gravades expressament pel joc amb només quatre excepcions. Pel que fa a les cançons de bonificació, totes són gravacions originals, algunes amb arranjaments específics pel joc. Igual que la versió original, les cançons versionades contenen els crèdits "as made famous by", en canvi, les cançons que són originals porten els crèdits "as performed by".
Les cançons descarregables per la Xbox 360 estan incloses en quatre packs que es van llançar l'11 d'abril de 2007, algunes d'elles del Guitar Hero original. Addicionalment se'n van afegir dos més amb nou material i també algunes cançons individuals de grups europeus com Los Rodríguez.

## Recepció
La versió inicial per PlayStation 2 va rebre molt bones crítiques, especialment la Official PlayStation Magazine que va puntuar amb 10/10 el desembre de 2006. La resta de revistes especialitzades també van donar molt bona puntuació amb una mitjana total del 93%, que el van situar en la novena posició de l'any 2006. Pel que fa a la versió de Xbox 360, va aconseguir uns honors similars, la majoria lleugerament superiors. Aquests reconeixements li van atorgar diversos premis, especialment pel millor videojoc musical i per la millor banda sonora. Els mitjans especialitzats valoraven especialment l'ampliació del mode multijugador amb noves possibilitats que el feien més divertit. Per altra banda, varen criticar el fet que la banda sonora s'havia centrat massa en rock dur i metal, que el feien més accessible a jugadors casuals i també es va criticar negativament la qualitat d'algunes versions sobre els originals.
Els packs descarregables per la Xbox 360 van rebre moltes crítiques per part de la gent, ja que els trobaven excessivament cars. Cada cançó està valorada en 166.67 MSP utilitzant el sistema de Microsoft Points, que aproximadament equival a 2,08$. El director de programació de Microsoft Xbox Live, Major Nelson, va defensar el preu a causa del cost de les llicències.
El joc es va convertir ràpidament en un èxit de vendes, la versió per PlayStation 2 va ser el segon videojoc més venut del desembre de 2006, i es va convertir en el cinquè de l'any fiscal de 2006 amb més d'un milió de còpies venudes. A data de 21 de juny de 2008 s'han venut un total de 5,75 milions de còpies per ambdues consoles (3,59 per PS2 i 2,16 per Xbox 360) i s'han descarregat més de 650.000 packs de música.